# Fresnoy-au-Val

Fresnoy-au-Val este o comună în departamentul Somme, Franța. În 1 ianuarie 2022 avea o populație de 227 de locuitori.